# Georges d'Armagnac
Georges de Armagnac (Aviñón, Valclusa, 1501 - ibid. 10 de julio de 1585) fue un diplomático y religioso francés del siglo XVI.

## Biografía
Hijo de Pierre d'Armagnac y protegido por el cardenal Louis d'Amboise, tuvo por maestro a Pierre Gilles de Albi. Merced al apoyo de Juan IV d'Alençon, figuró en la corte de Francisco I; en 1528 fue embajador en Venecia y al año siguiente se le confió el obispado de Rodez. En el consistorio de 1544 fue creado cardenal y tomó parte en la elección del papa Julio III. Posteriormente se le nombró teniente general del rey en Toulouse, ciudad de la que también fue arzobispo.
Protegió las ciencias y las letras y escribió el opúsculo Statuta synodalia ecclesiae Ruthenensis (Lyon, 1556) y unas cartas publicadas en 1874 con el título de Lettres inèdites du cardinal d'Armagnac.

## Cargos eclesiásticos
Fue sucesivamente obispo de Rodez, arzobispo de Tours, arzobispo de Toulouse, después de Aviñón. Fue elevado a cardenal el 19 de diciembre de 1544 por el papa Paulo III.
A su muerte, fue enterrado en una capilla de la catedral de Aviñón.